# 海科·克勒格尔
海科·克勒格尔（德語：Heiko Kröger，1966年3月27日—），德国男子帆船运动员。他曾代表德国参加2000年、2004年、2008年、2012年和2016年夏季残疾人奥林匹克运动会帆船比赛，获得一枚金牌和一枚银牌。